# شهرستان جاسک
شهرستان جاسک یکی از شهرستان‌های استان هرمزگان در جنوب ایران است. مرکز این شهرستان، شهر بندر جاسک است.
این شهرستان در تاریخ ۲ اردیبهشت ۱۳۶۶ از شهرستان بندرعباس جدا شد و مستقل گردید.

## پیشینه
نام بندر جاسک به صورت‌های جاشک، چاشک، جک، رأس‌الجاسک و چاسک نیز ثبت شده‌است. در دوران بسیار قدیم بندر جاسک یکی از کانون‌های معتبر آئین میترا بود. معبدی به نام آناهیتا در جاسک باقی مانده‌است. تهمتن بن توران شاه ملقب به سلطان قطب‌الدین در سال ۱۳۳۰ میلادی به بعد در جاسک حکومت داشته‌است. جاشک و گیاوان از از قدیمی‌ترین سکونتگاه‌های بلوچها بشمار می‌رود که بارها با هجوم عضدوالدوله دیلمی و متأخرین مقاله نمودند در سال هزار و ششصد و چهارده میلادی انگلیسی‌ها بندر جاسک را به عنوان بندر تجاری خود در همسایگی خلیج فارس انتخاب کردند.
اولین محموله انگلیسی‌ها در سال ۱۶۱۶ با کشتی از هند در جاسک پهلو گرفت و در سال ۱۶۱۹ میلادی، تجار مذکور اولین تجارتخانه شرکت هند شرقی در جاسک را تأسیس کردند. این بندر تا زمانی که بندرعباس به تجارت انگلیسی‌ها اختصاص داده شد، مرکز تجارت و معاملات کمپانی هند شرقی با مرکز ایران بود. در اواخر سال ۱۶۲۰ میلادی هلندی‌ها از ورود دو کشتی کمپانی هند شرقی به بندر جاسک جلوگیری کردند. این کار که منجر به نبرد سختی بین انگلیسی‌ها و هلندی‌ها در حوالی این بندر شد، به شکست و اخراج هلندی‌ها از بندر جاسک انجامید.
کشور انگلیس برای بسط نفوذ خود در سال ۱۸۶۴ میلادی اقدام به استحکام مواضع خود در خلیج‌فارس نمود. از جمله این اقدامات، ایجاد خطوط تلگراف و کابل زیر دریایی بود که ایران و هند را از طریق گواتر- جاسک- بندرعباس مرتبط می‌ساخت. دولت انگلیس استحکامات نظامی چندی در جاسک به وجود آورد. در سال ۱۹۰۱ میلادی خطوط تلگرافی (سیم دریایی) دیگری از بندر جاسک به مسقط (عمان) دایر شد که مرکز آن در جاسک قرار داشت. در سال ۱۹۳۲ از سوی دولت ایران عبور بدون اجازه هواپیماهای انگلیسی و هلندی که از خاور دور به خاور میانه می‌آمدند، ممنوع اعلام شد؛ زیرا از بدو تأسیس خطوط هوایی، این دو کشور بدون کسب اجازه در فرودگاه‌های جاسک- بندرعباس- لنگه فرود می‌آمدند. در نتیجه این ممنوعیت، مسیر پروازهای فوق تغییر کرد. بندر جاسک امروزه از شهرهای نسبتاً آباد استان هرمزگان است که سه طرف آن را آب‌های ساحلی احاطه کرده و آن را به صورت یک شبه‌جزیره درآورده‌است. شهر از دو سوی شرق و غرب به خلیج جاسک می‌پیوندد و از سوی دیگر (شمال شرقی)، به مناطق نظامی متصل است. این موقعیت، شکل ظاهری شهر را به حالت طولی درآورده و عرض آن را بسیار محدود کرده‌است.
از بین رفتن ثروت ملی. ورشکستگی تولیدکنندگان داخلی بخصوص شغل‌هایی که با دریا سر و کار دارند از ضررهایی است که به جامعه می‌زند
چندین سال است که قاچاق سوخت رواج دارد و هیچ نیرویی نتوانسته به‌طور جدی با آن مقابله کند و آن را به‌طور کلی ریشه کن کند.

## موقعیت جغرافیایی
شهرستان جاسک از شمال با شهرستان بشاگرد، از شرق با شهرستان زرآباد استان سیستان و بلوچستان، از غرب با شهرستان سیریک و از جنوب با دریای مکران همسایه است.

## مردم‌شناسی
دین مردم شهرستان جاسک، اسلام و پیرو مذهب اهل سنت و از فقه حنفی هستند؛ همچنین مردم این شهرستان بلوچ هستند، به زبان بلوچی سخن می‌گویند و پوششان لباس بلوچی است.
مردم این شهرستان، به مهمان نوازی و خون‌گرمی شهرت دارند؛ کار و پیشه مردم، ماهیگیری و صیادی است و از این طریق، امرار معاش می‌کنند.

## تقسیمات کشوری
شهرستان جاسک دارای ۲ بخش، ۵ دهستان و ۲ شهر به شرح زیر است:

### شهرستان جاسک
| بخش   | مرکز بخش  | جمعیت بخش ۱۳۹۵ | نام دهستان | مرکز دهستان | جمعیت دهستان ۱۳۹۵ | شهر       | جمعیت شهر ۱۳۹۵ |
| ----- | --------- | -------------- | ---------- | ----------- | ----------------- | --------- | -------------- |
| مرکزی | بندر جاسک | ۳۹٬۲۲۴ نفر     | جاسک       | جاسک کهنه   | ۸٬۳۸۲ نفر         | بندر جاسک | ۱۶٬۸۶۰ نفر     |
| مرکزی | بندر جاسک | ۳۹٬۲۲۴ نفر     | کنگان      | کنگان       | ۷٬۴۲۱ نفر         | بندر جاسک | ۱۶٬۸۶۰ نفر     |
| مرکزی | بندر جاسک | ۳۹٬۲۲۴ نفر     | گابریک     | یکدار       | ۶٬۵۶۱ نفر         | بندر جاسک | ۱۶٬۸۶۰ نفر     |
| لیردف | لیردف     | ۱۹٬۶۶۰ نفر     | پیوشک      | پیوشک       | ۱۰٬۸۸۸ نفر        | لیردف     | ۱٬۸۳۴ نفر      |
| لیردف | لیردف     | ۱۹٬۶۶۰ نفر     | سورک       | سدیچ        | ۷٬۰۳۸ نفر         | لیردف     | ۱٬۸۳۴ نفر      |

## جاذبه‌های طبیعی ودیدنی
جاذبه‌های طبیعی، گردشگری وتاریخی شهرستان جاسک
سیاه‌کوه، برج سیا و سفید، تنگ بهمدی، ساحل سنگی زیبای گتان، گل فشان یا پوراف گتان، ساحل مقسا، قلعه کوه مبارک، قله پرتغالی‌ها وروستای تاریخی شیراهن
تلگرافخانه جاسک اولین تلگرافخانه‌ای هست که در کشور ساخته شده‌است.

## رودخانه جگین
این رودخانه از کوه‌های بشاگرد سرچشمه می‌گیرد و با پیوستن چند رودخانه دیگر از جمله رودخانه انگهران به آن، به دریای مکران می‌ریزد. آب این رودخانه شیرین است. در هنگام بارندگی یا رگبارهای کوتاه، مقدار قابل توجهی از آب شیرین این رودخانه به دریا سرازیر می‌شود. هم‌اکنون سدی بر روی این رودخانه بسته شده به همین نام و هنگام سرریز شدن سد مردمان کشاورز دشت جگین از این آب برای آبیاری مزارع هندوانه خود بهره می‌برند. قرار است آب سد جگین بعد از آبرسانی به جاسک به بندرعباس مرکز استان منتقل شود.

## اقتصاد
اساس اقتصاد شهرستان جاسک بر ماهیگیری استوار است هرچند که کشاورزی و دامداری نیز وجود دارد. به علت کمبود آب اراضی زراعتی، کشاورزی رونق چندانی ندارد، ولی با انجام طرح‌های اصلاحی از قبیل حفر چاه‌های عمیق و تأمین آب کشاورزی، می‌توان محصولات باارزشی از آنجا به دست آورد. تره‌بار، مرکبات، توتون، تنباکو، صیفی‌جات، جو، گندم، خرما و موز از محصولات کشاورزی جاسک است. هندوانه وتنباکو جاسک در سطح کشور شهرت خاصی دارد

## جمعیت
بر پایه سرشماری عمومی نفوس و مسکن در سال ۱۳۹۵، جمعیت شهرستان جاسک برابر با ۵۸٬۸۸۴ نفر بوده‌است.